# Дуппах
Дуппах (нем. Duppach) — община в Германии, в земле Рейнланд-Пфальц. 
Входит в состав района Вульканайфель. Подчиняется управлению Герольштайн.  Население составляет 287 человек (на 31 декабря 2010 года). Занимает площадь 10,28 км².